# 郭广银
郭广银（1951年—），山东临清人，汉族，中华人民共和国政治人物、第十一届全国人民代表大会江苏地区代表。
毕业于南京理工大学管理科学与工程专业，是中共党员。担任江苏省委组织部副部长。2008年起担任全国人大代表。